# NRK Alltid Klassisk
- Flyt NRK Alltid Klassisk begrundelse --Nyt navn: NRK Klassisk

NRK Klassisk (tidligere: NRK Alltid Klassisk) var verdens første heldigitale radiokanal (DAB). Kanalen blev lanceret den 1. juni 1995 af Tor Fuglevik, som da var radiodirektør i NRK radio, den norske pendant til Danmarks Radio.